# Del Monte Foods
De Del Monte Corporation, die onder de merknaam Del Monte Foods actief is, is een Amerikaans bedrijf in de voedingsproductie en -distributie.
Het bedrijf heeft zijn hoofdzetel in San Francisco (Californië). Del Monte is een van 's lands grootste producenten en distributeurs van merkvoedingswaren, waaronder groenten en fruit in blik, en voeding voor gezelschapsdieren. Grote merken van Del Monte Foods zijn Del Monte, S&W, Contadina, College Inn, Meow Mix, Kibbles 'n Bits, 9Lives, Milk-Bone, Pup-Peroni, Meaty Bone, Snausages en Pounce. Het bedrijf maakt en verdeelt ook voeding en dierenvoeding, met aangepaste labels, voor andere bedrijven.

## Geschiedenis
In 1886 werd de naam Del Monte voor het eerst gebruikt als een koffiemerk voor Hotel Del Monte, een historisch luxehotel in Monterey (Californië). Vanaf 1892 werd de naam ook gebruikt voor ingeblikt fruit. In 1979 ging het bedrijf een fusie aan met R.J. Reynolds Industries, een fabrikant van rookwaren die met Del Monte de activiteiten wil verbreden. In 1989 werd Del Monte opgesplitst in Del Monte Tropical Fruit en Del Monte Foods.
In 1989 werd de afdeling Fresh Del Monte Produce van de rest van de activiteiten gescheiden; de firma's Del Monte Foods en Fresh Del Monte Produce onderhouden geen formele banden meer met elkaar. Wel zet Fresh Del Monte Produce nog steeds ananas, bananen en ander fruit in de markt onder het label van de Del Monte, via een licentie.
In juli 2025 heeft Del Monte Foods de Chapter 11 bescherming tegen schuldeisers gekregen en krijgt de tijd om een reorganisatie door te voeren. Delmonte stapelde de voorbije jaren de schulden op, tot 1,245 miljard dollar (1,056 miljard euro), bleek in de rechtbank van New Jersey. Toen de rente begon te stijgen, kreeg Del Monte het almaar moeilijker om zijn schulden terug te betalen. Bovendien is het consumentengedrag gewijzigd en daalt de vraag naar voeding in blik ten voordele van verse voeding. In juni sloot het concern al een fabriek in Washington.